# エミー・クラーク
エミー・クラーク（Emmy Clarke, 1991年9月25日 - ）は、アメリカ合衆国出身の女優である。

## 人物
ニューヨーク州ロングアイランドのミネオラ出身。1歳でテキサス州ヒューストンに引っ越し、6歳のときにイギリスのサリー州ウォーキングに移り住んだ。TASIS(The American School)のイングランド校に通学した。11歳でニューヨークに戻った。
「名探偵モンク」の第3シーズンからレギュラー出演し人気を得た。シリーズが終了したあとフォーダム大学に入学し、2014年に学士号を取得した。卒業後は広告業界に就職した。
「名探偵モンク」で彼女の母親役を演じたトレイラー・ハワードとは今も交流を続けている。

## 出演作品

### テレビ
- 名探偵モンク －ジュリー・ティーガー （2003－2009年）

### 映画
- 毛皮のエロス/ダイアン・アーバス 幻想のポートレイト(2006年）
- 美しきイタリア・私の家（2003年 テレビ映画）